# Solförmörkelsen 22 juli 2009

Solförmörkelse 22 juli 2009. Den lilla svarta fläcken som rör sig mot sydost markerar områden med total solförmörkelse, den gråa skuggan områden med partiell solförmörkelse.

Solförmörkelsen den 22 juli 2009 var en total solförmörkelse som syntes i norra Indien, östra Nepal, Bhutan, centrala Kina och Stilla havet (Ryukyuöarna, Marshallöarna och Kiribati).
Denna solförmörkelse var den längsta under hela 2000-talet. Totalt pågick den i upp till 6 minuter och 39 sekunder, när den intäffade 02:35:21 UTC ungefär 100 km söder om Ogasawaraöarna, sydöst om Japan.

## Statistik

### Viktigare tidpunkter
| Händelse                                  | Tid (UTC)          |
| ----------------------------------------- | ------------------ |
| Start av solförmörkelsen                  | 23:58:18 (21 juli) |
| Start av den totala solförmörkelsen       | 00:51:16           |
| Start då kärnskuggans mitt träffar jorden | 00:54:31           |
| Tidpunkt för längsta solförmörkelse       | 02:35:21           |
| Slut då kärnskuggans mitt träffar jorden  | 04:16:13           |
| Slut av den totala solförmörkelsen        | 04:19:26           |
| Slut av solförmörkelsen                   | 05:12:25           |

### Data
| Typ                                         | Total                                                                                                |
| Gamma                                       | 0,0696                                                                                               |
| Magnitud (hur mycket månen täcker av solen) | 1,0799                                                                                               |
| Längd på längsta solförmörkelsen            | 398 s (6 min 38 s) vid 02:35:21 UTC, i Stilla havet: 24°12′36″N 144°06′24″Ö / 24.21000°N 144.10667°Ö |
| Maximal bredd av bandet                     | 258,4 km                                                                                             |